# بی‌ای‌ئی سیستمز فونیکس
بی‌ای‌ئی سیستمز فونیکس (به انگلیسی: BAE Systems Phoenix) یک هواگرد ساختِ کارخانهٔ بی‌ای‌ئی سیستمز در کشور بریتانیا است . این هواگرد برای نخستین بار در ۱۹۸۶ میلادی مورد استفاده قرار گرفت.